# Mattias Karlsson (ishockeyspelare)
För andra betydelser, se Mattias Karlsson.
Mattias "Kolan" Karlsson, född 15 april 1985 i Storå, är en svensk före detta professionell ishockeyspelare.

## Karriär

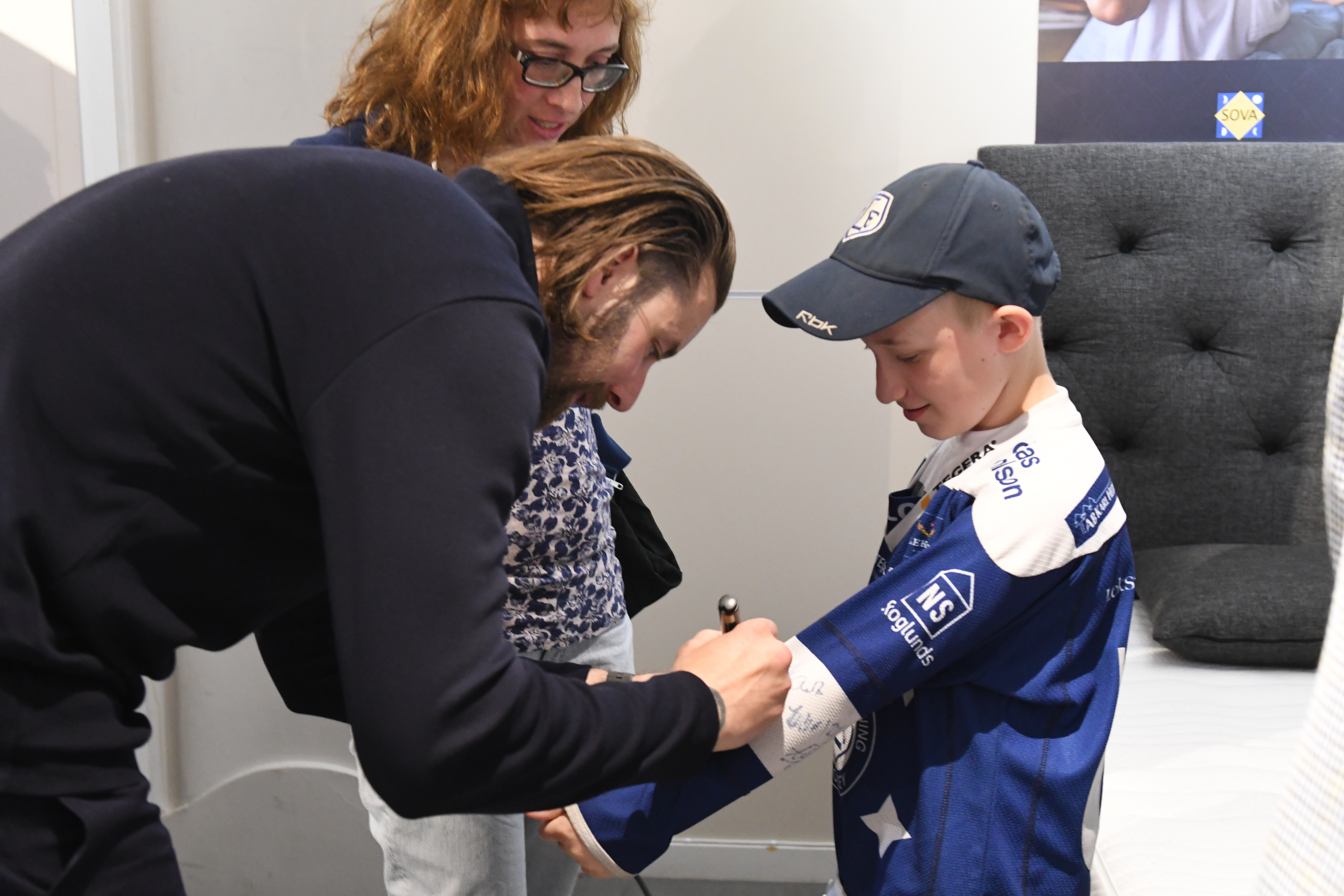
Mattias Karlsson skriver sin autograf på tröjan till en supporter till Leksands IF under en träff i Stockholm våren 2019.

Karlssons moderklubb är Guldsmedshytte SK, men karriären inleddes i Brynäs IF:s juniorverksamhet säsongen 2001/2002. Säsongen efter var Karlsson med och spelade med J18-landslaget samt gjorde debut i Elitserien. Efter ytterligare några säsonger med spel i både J20- och A-lag lånades Karlsson 2004 ut till Almtuna IS där han även spelade säsongen 2005/2006. Säsongen efter spelade han i Bofors IK, där han gjorde så bra ifrån sig att han fick ett kontrakt med NHL-klubben Ottawa Senators. En skada på knäsenan innan säsongen började gjorde dock att han fick inleda med rehab och två matcher för Senators farmarlag Binghamton Senators i AHL innan han återvände till Bofors, och därefter avslutade säsongen i Färjestad BK. Karlsson återvände till Binghamton Senators 2008 och gjorde han stor succé då han svarade för 52 poäng (varav 9 mål) på 73 spelade matcher och var då lagets poängstarkaste back. Detta fina facit fick flera elitserieklubbar att öppna upp ögonen för Karlsson, däribland hans tidigare klubb Färjestads BK, men den 22 april 2009 meddelade Karlsson att han valde spel i Timrå IK. Efter två säsonger i Timrå, och fem matcher i Tre Kronor, flyttade Karlsson vidare till HV71 där det blev fyra säsonger och ytterligare 18 landskamper. Säsongen 2015/2016 flyttade Karlsson till Ryssland för spel i KHL-klubben Severstal Cherepovets, men vände åter till Sverige och spel i Karlskrona HK i SHL säsongen efter. Den andra säsongen avslutades med att Karlskrona förlorade mot Timrå i Direktkval till SHL och blev degraderade till Hockeyallsvenskan. Karlsson skrev inför säsongen 2018/2019 kontrakt med Leksands IF, och var med och spelade upp Leksand till SHL genom att i direktkvalet slå ut Mora IK. Han avslutade sin aktiva ishockeykarriär efter säsongen 2019/2020 med Leksands IF i SHL.